# 금포항 (거제시)
금포항은 경상남도 거제시 사등면 사등리에 있는 어항이다. 2003년 2월 3일 어촌정주어항으로 지정하여 관리하고 있다. 시설관리자는 거제시장이다.

## 어항 연혁
- 사등리(沙等里)의 북서쪽 성포리(城浦里)와 경계에 꽃밭등이 길게 뻗어 북서풍을 막아 방파제(防波堤) 구실을 하였으니 석개(昔浦)라 하여 사등성(沙等城) 수군(水軍)을 보호하였고 뒤의 망치산(望峙山)에 철광이 있어 쇳개라 부르기도 하여 금포(金浦)라 하였다.

## 어항 구역
- 수역: 미지정(거제시 사등면 사등리 1996-6번지 수역)
- 육역: 미지정

## 어항 시설
- 물양장, 선착장

## 주요 어종
- 도다리, 감성돔, 노래미, 멸치